# The Ol' Swimmin' Hole
The Ol' Swimmin Hole är en amerikansk animerad kortfilm från 1928 med Kalle Kanin i huvudrollen.

## Handling
Kalle Kanin har tagit ut sina vänner på utflykt; bland annat badar de i en damm.

## Om filmen
Filmen ansågs länge vara förlorad fram till 2016 då en kopia hittades i ett belgiskt filmarkiv. Denna kopia saknar dock 50 sekunder av slutet.